# U-365
U-365 — средняя немецкая подводная лодка типа VIIC времён Второй мировой войны.

## История
Заказ на постройку субмарины был отдан 20 января 1941 года. Лодка была заложена 21 апреля 1942 года на верфи «Фленсбургер Шиффсбау», Фленсбург, под строительным номером 484, спущена на воду 9 марта 1943 года. Лодка вошла в строй 8 июня 1943 года под командованием обер-лейтенанта Хеймара Ведемайера.

### Командиры
- 8 июня 1943 года — 17 ноября 1944 года капитан-лейтенант Хеймар Ведемайер
- 18 ноября — 13 декабря 1944 года оберлейтенант цур зее Дитер Тоденхаген

### Флотилии
- 8 июня 1943 года — 29 февраля 1944 года — 5-я флотилия (учебная)
- 1 марта — 8 июня 1944 года — 9-я флотилия
- 9 июня — 13 декабря 1944 года — 13-я флотилия

### История службы
Лодка совершила 11 боевых походов, потопила советское транспортное судно «Марина Раскова» водоизмещением 7540 брт из конвоя БД-5, также потопила 3 военных корабля суммарным водоизмещением 1355 тонн, в том числе два тральщика из конвоя БД-5, повредила военный корабль водоизмещением 1710 тонн.

#### Потопление конвояБД-5
12 августа 1944 года в 60 милях западнее острова Белый U-365 впервые обнаружила конвой. После веерного залпа тремя торпедами пароход «Марина Раскова» потерял ход. Затем Ведемайер дал залп пятью торпедами по Т-118 и потопил его. Лодка отошла, легла на грунт на 60-метровой глубине, и Ведемайером был отдан приказ произвести перезарядку торпедных аппаратов. Вновь поднявшись на перископную глубину, лодка дала залп по Т-114, который встал на якорь около торпедированного транспорта. Тральщик быстро затонул. Последний тральщик вышел из зоны поражения аварийным ходом. Ведемайер произвёл завершающий торпедный выстрел по тяжело гружёному пароходу. 13 августа в 1:53 «Марина Раскова» затонула.

### Гибель
Потоплена 13 декабря 1944 года в Северном Ледовитом океане к востоку от острова Ян-Майен в районе с координатами 70°43′ с. ш. 08°07′ в. д. глубинными бомбами двух самолётов типа «Суордфиш» с британского эскортного авианосца HMS Campania. 50 погибших (весь экипаж).